# Kabupaten Kotawaringin Timur
Kabupaten Kotawaringin Timur är ett kabupaten i Indonesien.   Det ligger i provinsen Kalimantan Tengah, i den västra delen av landet, 800 km nordost om huvudstaden Jakarta. Antalet invånare är 374 175.